# Csepel Autógyár

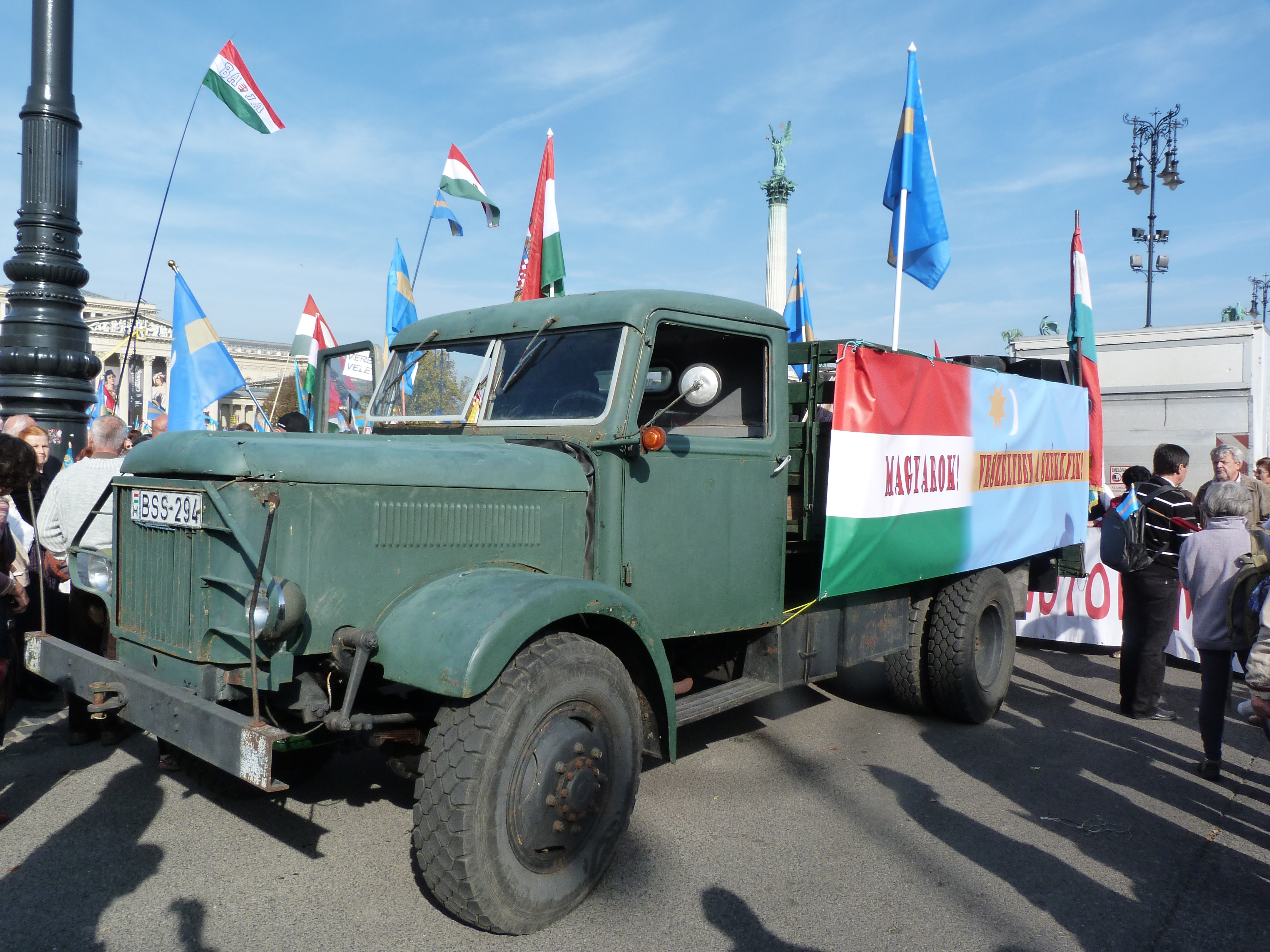
Csepel Teherautó vezeti a Székelyek Nagy Menetelését – 2013. 10. 27

A Csepel Autógyár (amely semmilyen kapcsolatban nem állt a Csepel Vas- és Fémművekkel) közel 30 éven át készített teherautókat és egészen a 2000-es évekig fennmaradt mint alkatrész-beszállító.

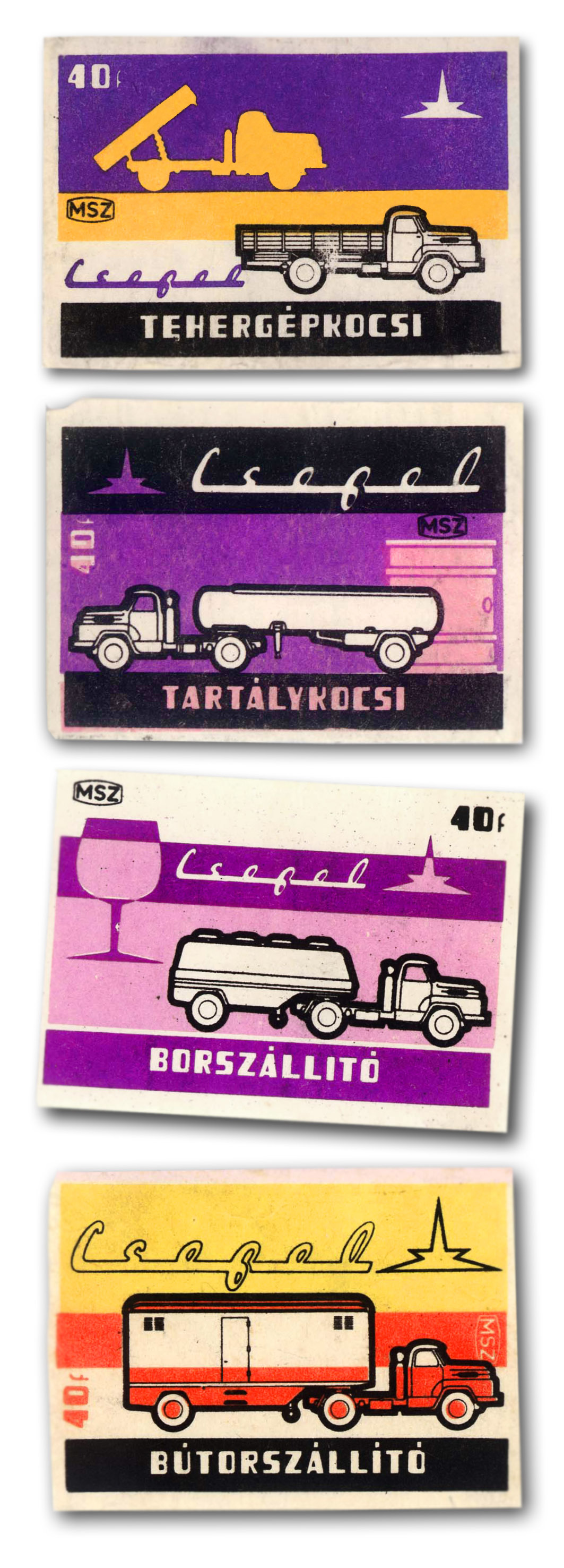
Különböző Csepel teherautók egykori gyufacímkéken, az 1960-as években

## Története

### Előzmények
A II. világháború utáni politikai és gazdasági környezet megváltozása, a tervutasításos gazdálkodás bevezetése során a kormány a járműközlekedés problémáit is számba vette. A gyökeres átalakítások, – melyekbe a vállalatok államosítása is beletartozott – végén, s az újonnan alakult KGST rendelkezéseinek megfelelően Magyarország az autóbusz- és teherautógyártásra koncentrált. Az újonnan létrejövő termelőüzemek, az Ikarus és a Csepel Autó termelésének beindításával új fejezet kezdődött a hazai autóipar történetében.
1945–1948 – azaz az első hároméves terv során a magyar autó- és traktorgyártó vállalatok, a MÁVAG és a RÁBA háború előtti típusaik gyártását folytatták tovább. A Nehézipari Központ (NIK) 1948 folyamán felmérte az igényeket.
A Budapest Székesfővárosi Közlekedési Részvénytársaság (BSZKRT, köznyelvben leginkább "Beszkárt"-ként emlegették) modernebb Diesel-motort és autóbuszt kért; a MÁVAUT nem csupán a Beszkárt támogatását kérte, de megemlítette, hogy szükségük lenne egy 30-35 személyes új busztípusra is; a Honvédelmi Minisztérium illetékesei 1,3 és 3,5 tonnás terepjáró gépkocsikra vágytak; a Földművelésügyi Minisztérium új traktortípus kialakítását szorgalmazta.
A Nehézipari Központ úgy találta, hogy külföldi licenc vásárlásával ezek az igények gyorsan teljesíthetőek. Három gyárat szemeltek ki:
- Gräf & Stift, Ausztria
- Steyr, Ausztria
- MAN, Németország

Mivel a győri Rába már régóta a MAN partnere volt, ezért Winkler Dezsőt kérték fel a tárgyalásokra. A MAN azonban Németország nyugati zónájába esett, így a párbeszéd lassan folyt.
A Steyr-hez azonban jó kapcsolatot biztosított Puch János, aki a háború előtt a Steyr-Austro Daimler képviselet vezető tisztviselője volt, s az államosítás után a NIK kötelékében helyezkedett el.
Puch segítségével a Nehézipari Központ munkatársai meglátogathatták a Steyr gyárat, s megtekintették a gyár új típusait. A Steyr 1948-ban kezdte meg új dízelmotor családjának gyártását. Az egy-, két- és négyhengeres erőforrások főbb szerkezeti egységei csereszabatosak voltak. A dízelmotorok mellett elkészült több új tehergépkocsi- és traktor is. A NIK munkatársait főleg a 380-as típusú teherautó nyűgözte le.
A Steyr azonban kemény feltételekhez kötötte a licenc átadását. Végül a traktorlicencet elejtették, de helyette a főleg katonai célból hasznosítható Steyr WD-413 és WD613 típusú dízelmotorok és a D-380 típusú tehergépkocsi licencét és teljes gyártási dokumentációját a gyár tulajdonosától megkapta. Az 1948 végén kelt megállapodás összegéről nem maradt fenn adat, az ország úgynevezett "barter ügylettel" fizetett, élelmiszert, zöldséget és gyümölcsöt kellett átadni a szovjet hatóságoknak, melyért cserébe tíz év után a magyar államra szállt át a szerződésben érintett összes szabadalom.
A NIK kebelében megszületett a tervezés koordinálását intéző Steyr iroda, és a kivitelezési munkálatokat irányító Központi Autószerkesztési Iroda.
A következő tisztázandó kérdés: zöldmezős beruházás legyen-e, vagy egy már meglevő telepet alakítsanak át?

### Kezdetek
A Dunai Repülőgépgyár lebombázott Horthy-ligeti telepén (Szigetszentmiklós és Tököl közötti terület, melyet a háború után átneveztek Szigethalomnak), az Ikarus Karosszéria- és Járműgyár NV gépjármű- és motorrészlegének és a Weiss Manfréd motorgyári részlegének beolvasztásával létrejött a Csepel Autógyár Nemzeti Vállalat.
A gyár első igazgatója: Bíró Ferencné Moszkvában végzett gépészmérnök, Rákosi Mátyás sógornője.
Részlet az 1949. november 18-án kelt alapítólevélből:
A Népgazdasági Tanács a Magyar Népköztársaság Kormányától átruházott hatáskörben az 1949. évi november hó 3. napján 322/16/1949. szám alatt hozott határozatában CSEPEL AUTÓGYÁR nemzeti vállalat alapítását határozta el.
a./	A nemzeti vállalat székhelye: Budapest, V.,Akadémia u. 9.
Telephelye: Szigetszentmiklós,
b./	a vállalat tárgya: gépjárművek és motorok, valamint traktormotorok gyártása,
c./	a vállalat tartama: határozatlan idő,
d./ a vállalat tekintetében a nehézipari miniszter illetékes.

1949. december 21. elkészült az első 4 hengeres Csepel motor a Steyr licenc alapján. Az elsőt követte 1975-ig 281 620 darab, 2-4-6 hengeres motor különböző felhasználási változatban.
1950. április 3. 11:00-kor elkészült az első Csepel-autó, Csepel motorral, melyet ekkor ki is próbált Bíró Ferencné a gyár vezérigazgatója a gyárudvaron. Még aznap délutánra elkészült további 2 Csepel D-350 teherautó. Az első 3 darab után még ebben az évben összesen 1666 darabot gyártottak le belőle. A D-350 (dízel) és B-350 (benzines) típusok gyártása 1950–1958 között tartott.
1950. szeptember 5–12. között a Lengyel Motorszövetség megrendezésében lebonyolításra kerülő nemzetközi megbízhatósági és gyorsasági teherautó-versenyen 8 darab Csepel D- és B-350 felponyvázott tehergépkocsi indult. A magyar Csepelek a 2000 kilométeres megterhelő és összetett versenyben elsőként értek a varsói célba és a dízel kategóriában az első, míg a benzinmotoros kategóriában a második helyezést érték el, maguk mögé kényszerítve a már ismert és bevált nemzetközi márkákat. Ez az esemény és az azon elért eredmény volt az első, mely az alig öt hónapos Csepel 350-es tehergépkocsi és gyártó vállalatának külföldi ismeretséget és nemzetközi elismerést szerzett.

### Fénykor
1968–1975 között szerkezetváltás a KGST-ben: Magyarország a buszgyártást kapta elsődleges feladatként. Minden gyártókapacitást ennek kellett alárendelni. Az Ikarus nem szállított többet a Csepelnek, a Csepel megkezdte az autóbusz alvázak beszállítását az Ikarus számára. (1984-ban 13 ezer darab készült Mátyásföldön és Székesfehérváron, két szerelősoron.) A Csepel teherautók vezetőfülkéit először az esztergomi Labor Műszeripari Művek, majd a lengyel Jelcz és Star készítette.
1968-ban a győri Rába elkezdi gyártani az MAN licenc motorokat és az újabb kori Rába teherautókat.

### Hanyatlás
1975-ben leállt a Csepel motorok gyártása, a Csepel teherautók ezután leginkább RÁBA erőforrásokkal készültek, kis sorozatban.

### Laplander projekt
1974-ben megalakul a VOLCOM Hungary Kft., a Csepel Autógyár, a VOLVO AB. és a Mogürt közös cégeként.
A szerződéskor még a későbbi előd, a tökéletesen kiforrott, bár már kiöregedett L3314 típusról szólt a szerződés. 1975-ben készült 3 darab áttervezett prototípus, X1, X2 és X3 alvázszámmal, amely már 99%-ban viselte a végleges kialakítású autó jegyeit. Ekkor már C202 Laplander néven publikálták az új terméket, amelynek a névadója Nils Magnus Hartelius, a Volvo AB 4x4 jármű projekt főkonstruktőre volt. Ezt az új típust az elődjéhez képest jelentős mértékben és megjelenésében is átterveztek. Nagyobb motor (B20), más váltó (M45), más osztómű (FD51), más hidak (elején Dana44 később Salisbury), pneumatikus (vákuumos) vezérlésű hajtáslánc (Gerling), modern homlokfal és modern VOLVO-embléma (az F88-F89 kamionok mintájára), modern KMGY és FFV termékekkel felfrissített műszerfal.
A már készleten lévő Villtesz (Ikarus 200 sorozat) első irányjelzők, a szintén Villtesz oldalsó irányjelzők, az Attwood (később Elzett-Attwood) karakteres kilincsek. 
A Danuvia-lámpákat ismert és átvett (másolt) szintén Villtesz 55-66-os Ikarusról ismert hátsó lámpák és hátsó irányjelzők.
És a legfelismerhetőbb karakter, az első műanyag lámpák körüli krómozott keret króm díszlécekkel, és a púpos első ajtók (így fért el az Attwood kilincs) adták meg azokat az ismertető jegyeket, amikről a Világ minden táján felismerhető lett a „magyar Laplander”.
1976-ban a Budapesti Nemzetközi Vásáron (BNV) dr. Novák Béla vezérigazgató bemutatta a magyar C202 Laplandert, és ezzel elkezdődött a sorozatgyártás. 1977 végéig több mint 300 darabot gyártottak, és 1978-ra 1000 legyártandó darabot terveztek (nem teljesen sikerült). 1980-ig 2322 (2324) darabot gyártottak a 3 fő típusból. Már csak 4 év kellett volna, hogy a szerződésben foglalt 10 évig tartó gyártást, vagy a 10 000 darab legyártott példányszámot elérjék, de 0 1980-ban az együttműködést a svédek kezdeményezésére először koholt vádak és indokok alapján, később beismerték, hogy a drága gyártás, és az eladhatatlanra beárazott árfekvés miatt bontják fel a szerződést. A VOLVO AB. a gyártáshoz ideszállított minden segédanyagot és gépsort, valamint 1000 darab félkész autót és alkatrészeket elszállított.
Ebből 396 darabot összeszereltek, így 2720 magyarnak tekinthető C202 Laplanderrel tekinthető befejezettnek a gyártás. Ezt követően maradt még 604 darab fő szetthez való alkatrész. 
Ragnar Valsson izlandi autószerelő megvásárolt vegyesen 300 darab komplett, és részlegesen összeszerelt autót, amiből C202 Laplander Island Version autókat épített. Érdekesség, hogy a legtöbbet a ponyvás VCA alvázszámú CANVAS típusból vásárolt, és alakított át, a leghidegebb területre…
Az alsózsanéros első autókról máig felismerhető ponyvásból lett furgonok bizonyítják a származást. A végleges példányszám így 3324-nél állt meg. Amit Valsson meghagyott, azt a svédek a későbbiekben összeszerelték.
A svéd autógyár azt nyilatkozta mindenhol, hogy kártalanította a magyar államot, és a VOLCOM Kft.-t, pedig a már 33% autót legyártva, a jogok és a szerszámok 1/3-a átszállt a VOLCOM-ra, a folyamatos százalékos jóváírásnak köszönhetően. Mégis, az együttműködést követően mindent visszaszállítottak Svédországba.
Az eladott példányokból a legjelentősebb kontingensnek az Argentínába szállított 600 példány számított, amin később az Argentin/Falkland háborúban teljesítettek szolgálatot.
A Líbiába szállított 100 példány annak köszönhette sikerét, hogy amikor Moammer Khadafi Magyarországon járt, és Kádár Jánossal együtt vadászott, megtetszett neki a Kádár birtokában lévő modernizált magyar Laplander.
Valamint a későbbiekben már az árumentés végett Izlandra került 300 példánynak köszönheti a típus mostanáig való fennmaradását. 
Jelenleg Győrben Juhos Sándor magángyűjteményként az összes autótípus megtekinthető a VOLVO Laplander C202 Múzeumban. Bejelentkezéssel megtekinthető a Magyarországon gyártott összes főtípus, és további ritka és érdekes példányok. Valamint megtekinthetőek a fennmaradt és megmentett tervrajzok, dokumentációk, prospektusok, fennmaradt alkatrészek, a gyártás történetéhez kapcsolódó emléktárgyak, fotók, játékok, és minden olyan érdekesség, ami tovább élteti az emlékét a „magyar VOLVO Laplander” gyártásnak.

### Végnapok
A fénykorában közel 10 ezer embert foglalkoztató cég 1992-ben fizetésképtelenség miatt felszámolás alá került. 1993-ra 2 ezer dolgozója maradt.
1996-ban a kifizetetlen szovjet megrendelésekbe belebukó Ikarus nemfizetése miatt a beszállító Csepel Autógyár csődbe ment.

### Utósikerek
2007-ben D344 EZF teherautó sikerrel teljesítette a Budapest-Bamako (Mali, Afrika) verseny túra kategóriáját.
2009-ben a D344 alvázra épített D420 tűzoltó felépítményű egyedi teherautó is sikerrel teljesítette a Budapest-Bamako (Mali, Afrika) verseny túra kategóriáját

## Galéria
- TEFU (Teher Fuvarozási Vállalat) számára gyártott Csepel D-350 1952.
- Csepel D-350 tehergépkocsi különleges felépítménnyel a keceli Hadtörténeti Parkban (2012)
- Egy ma is használatban lévő Csepel D-352 Csehországban
- Csepel 130 híradóskocsi a keceli Hadtörténeti Parkban (2012)
- Csepel D-705 – 1972-ben
- Csepel D-705 Rostockban a volt NDK-ban (1960)
- Egy felújított Csepel 450, bemutatkozása Tatán 2006 szeptemberében.
- Csepel D-344 katonai tehergépjármű a keceli Hadtörténeti Parkban (2012)
- Csepel D-344 katonai repülőtéri tűzoltó P-1500 N2 "TASZÁR" a keceli Hadtörténeti Parkban (2012)
- Csepel D-344 keceli tűzoltóautó a keceli Hadtörténeti Parkban (2012)
- Csepel D-344 tehergépkocsi EZF felépítménnyel a keceli Hadtörténeti Parkban (2012)
- Csepel D-346 EZF felépítménnyű műhelygépkocsi a keceli Hadtörténeti Parkban (2012)
- FMG-67 vegyvédelmi katonai tehergépjármű Csepel D-346 alvázon a keceli Hadtörténeti Parkban (2012)
- Csepel D-346 vízszállító tehergépkocsi a keceli Hadtörténeti Parkban (2011)
- Csepel D-566 terepjáró tehergépkocsi a keceli Hadtörténeti Parkban (2012)
- Csepel D-566 darus gépkocsi a keceli Hadtörténeti Parkban (2012)
- Csepel D-566 harckocsi karbantartó műhelygépkocsi a keceli Hadtörténeti Parkban (2012)